# Wilhelm Raithel
Wilhelm Raithel (Ingolstadt, 15 oktober 1894 - München, 24 maart 1960) was een Duitse officier en Generalleutnant tijdens de Tweede Wereldoorlog.

## Leven
Op 5 oktober 1894 werd Wilhelm Raithel geboren in het Beierse Ingolstadt. Hij was de zoon van een koninklijke Feuerwerks-major a.D. Johann Raithel en zijn echtgenote Minna (geboortenaam Köchel). Op 1 augustus 1913 trad Raithel als Fahnenjunker (vaandrig) in dienst van het Beiers leger. Hij werd in het Königlich Bayerisches 1. Fußartillerie-Regiment „vakant Bothmer“ geplaatst. In dit regiment werd hij op 25 juni 1914 bevorderd tot Fähnrich (vaandrig).

### Eerste Wereldoorlog
Tijdens de uitbraak van de Eerste Wereldoorlog, diende Raithel als Zugführer (vergelijkbaar met een pelotonscommandant) in het 1e batterij van het regiment, en trok hiermee naar het front. In maart 1915 raakte hij gewond. Op 18 september 1914 werd Raithel bevorderd tot Leutnant (tweede luitenant). Vanaf 6 juli 1915 tot 2 augustus 1915 volgde hij een leergang aan de Fußartillerie-schietschool. Op 7 maart 1917 werd Raithel als ordonnansofficier overgeplaatst naar de Bayerischen Artillerie-Kommandeur 7 (vrije vertaling: 7e Beierse artillerie commandeur). Hierna werd hij op 15 februari 1918 als commandant van het 3e batterij in het Königlich Bayerisches 3. Fußartillerie-Regiment ingezet. Bij dit regiment werd Raithel op 6 april 1918 bevorderd tot Oberleutnant (eerste luitenant). Vanaf 24 juni 1918 tot 28 juli 1918 volgde hij een leergang voor bataljonscommandanten. Raithel diende als ordonnansofficier bij de General der Artillerie 14. Op 18 december 1918 keerde hij terug het Königlich Bayerische 1. Fußartillerie-Regiment "vakant Bothmer". Bij dit onderdeel werd hij vanaf 25 december 1918 als hulpofficier in de regimentsstaf ingezet. Vanaf 1 juli 1919 werd Raithel als bataljonsadjudant gebruikt.

### Interbellum
Op 1 oktober 1919 werd Raithel in de voorlopige Reichsheer opgenomen. Hij kwam als ordonnansofficier in de 3e afdeling van het Reichswehr-Artillerie-Regiment 21. Dit regiment behoorde tot het 200.000 manschappen grootte Reichsheer in de Reichswehr in het voorjaar van 1920. Bij het opbouwen van het 100.000 man sterke Reichsheer van de Reichswehr, werd hij in het 7. (Bayerisches) Artillerie-Regiment opgenomen. Op 20 of 25 augustus 1920 trouwde hij met Adelheid Wittmann, de dochter van een brouwerijdirecteur. Het echtpaar kreeg twee dochters. Vanaf 1 oktober 1920 werd Raithel als batterijofficier ingezet in het 7. (Bayerisches) Artillerie-Regiment. Op 1 april 1921 voltooide hij zijn militaire districtsexamen. Hierna kreeg hij op 1 oktober 1922 zijn nieuwe Rangdienstalter (RDA) van 22 maart 1918 ontvangen. In het voorjaar van 1923 behoorde hij tot het 5e batterij van het 7. (Bayerisches) Artillerie-Regiment in München. Op 1 oktober 1923 volgde zijn overplaatsing naar de 7. (Bayerische) Fahr-Abteilung. Daar werd Raithel ingezet in het 1e eskadron in München. Een van zijn dochters Marianne werd op 19 februari 1925 geboren. Hierna volgde zijn benoeming tot afdelingsadjudant in de 7. (Bayerische) Fahr-Abteilung. Als zodanig werd hij op 1 juli 1926 bevorderd tot Rittmeister (kapitein). Zijn rang RDA (anciënniteit) werd vastgesteld op 1 juni 1926. Daarna werd hij overgeplaatst naar het 2e eskadron van de 7. (Bayerische) Fahr-Abteilung, die was ook gestationeerd in München. Als zondig werd hij op 1 april 1927 tot chef van het eskadron benoemd. Op 1 april 1928 werd zijn rang van Rittmeister gewijzigd in Hauptmann. Vanaf 1 maart 1928 werd Raithel als opvolger van de Hauptmann Rudolf von Roman tot chef van het 2e batterij van het 7. (Bayer.) Artillerie-Regiment in Würzburg benoemd. In de jaren daarna slaagde hij eerst voor het assistent-tolkexamen Russisch, en later voor het tolkexamen Russisch. Tussen 22 oktober en 1 december 1928 volgde hij een leergang artillerie schieten voor artillerieofficieren. Vanaf 19 september 1929 tot 2 oktober 1929 deed Raithel een leergang voor lichaamsoefeningen. Hierna volgde hij nog een leergang voor lichaamsoefeningen. Op 30 maart 1930 werd zijn tweede dochter Priska geboren. Vanaf 1 oktober 1930 werd hij toegevoegd aan de staf van de 1e afdeling van het 7. (Bayer.) Artillerie-Regiment, wat ook in Würzburg gestationeerd was. In de staf werd Raithel bevorderd tot Major (majoor). Bij de verdere vergroting van de Reichswehr naar de Wehrmacht, werd hij op 1 oktober 1934 tot commandant van de 4e afdeling van het artillerieregiment Nürnberg in Ansbach benoemd. Tijdens de ontmaskering van de nieuwe eenheden van de Wehrmacht, werd hij op 15 oktober 1935 tot commandant van de 2e afdeling 43e Artillerieregiment in Landsberg am Lech benoemd. Vanaf 10 november tot 24 november 1935 volgde Raithel een leergang voor stafofficieren. Hierna volgde hij tot 15 februari 1936 nog een opleiding voor gasbescherming. Op 1 mei 1936 werd hij benoemd tot commandant van de 3e afdeling van het Artillerie-Lehr-Regiment in Jüterbog. Daar werd Raithel op 1 januari 1937 bevorderd tot Oberstleutnant (luitenant-kolonel). Zijn privéadres was Kaiser-Wilhelm-Strasse 11 in Jüterbog.

### Tweede Wereldoorlog
Aan het begin de van de Tweede Wereldoorlog, werd hij in de zomer van 1939 als afdeling-commandant in het Artillerie-Lehr-Regiment in Jüterbog ingezet. Op 20 oktober 1939 werd Raithel na de Poolse Veldtocht, als stafofficier van de artillerie geplaatst in het Oberkommando (opperbevel) van de Heeresgruppe B. Als stafofficier, werd hij op 1 januari 1940 bevorderd tot Oberst (kolonel). Op 1 mei 1941 werd hij benoemd tot Artillerie-Kommandeur 109 (Arko 109). Met zijn staf was hij ondergeschikt gesteld aan het 18e Bergkorps op de Balkan. In 1941 kreeg hij een nieuwe RDA (anciënniteit) voor zijn rang als Oberst van 1 januari 1939 toegewezen. Op 1 april 1942 werd Raithel met het leiderschap van de 199e Infanteriedivisie in Noorwegen belast. Op 7 april 1942 ontving Raithel een beoordeling van de Generalleutnant Hermann Tittel, de commandant van de 169e Infanteriedivisie: 
Citaat van generaal Tittel:

Charaktervoller Mann mit offenem freundlichen Wesen. Rücksichtslos im Einsatz gegen sich selbst. Führt mit fester Hand. Brachte Artillerie zur besten Wirkung. Bewertung: Führt sehr gut aus. Empfehlung: Zur nächsthöheren Verwendung geeignet. Divisionskommandeur.— Lexikon der Wehrmacht: Raithel, Wilhelm.
Citaat vertaald:

Karakteristieke man met een open, vriendelijke aard. Meedogenloos in actie tegen zichzelf. Leidt met vaste hand. Brengt de artillerie naar zijn beste effect. Beoordeling: voert zeer goed uit. Aanbeveling: geschikt voor het volgende niveau. Divisiecommandant.— Lexikon der Wehrmacht: Raithel, Wilhelm.
Op 10 april 1942 gaf General der Infanterie Karl Weisenberger, commandant van het 36e Bergkorps zijn: "akkoord".  Hierop volgend werd Raithel bevordering op 20 april 1942 tot Generalmajor (brigadegeneraal). Zijn RDA (anciënniteit) werd vastgesteld op 1 april 1942. 
Citaat van generaal Moser:

Op 6 maart 19423 erhielt er folgende Beurteilung vom General der Artillerie Willi Moser, KG vom LXXI. Armeekorps: "Bildet Division gut aus. Tatkräftiger Divisionskommandeur mit klaren taktischen Anschauungen. Bewertung: Durchschnitt. Empfehlung: Belassung.— Lexikon der Wehrmacht: Raithel, Wilhelm.
Citaat vertaald:

Op 6 maart 1943 ontving hij volgende beoordeling van de General der Artillerie Willi Moser, commandant van het Hoger Korps Commando voor speciale inzet 71: "Vormt de divisie goed. Energieke divisiecommandant, met duidelijke tactische inzichten. Beoordeling: gemiddeld. Aanbeveling: behouden.— Lexikon der Wehrmacht: Raithel, Wilhelm.
Hierop gaf de Generaloberst Nikolaus von Falkenhorst de Wehrmachtscommandant van Noorwegen, als antwoord: "akkoord". Op 1 mei 1942 werd hij benoemd tot commandant van de 199e Infanteriedivisie. Als commandant werd hij op 1 mei 1943 tot Generalleutnant (generaal-majoor) bevorderd. Raithel werd op 1 augustus 1943 door de Generalmajor Walter Wißmath opgevolgd. Hiervoor werd hij nog op dezelfde dag aangesteld als de opvolger van Generalmajor Dr. Ing. Kurt Rüdiger benoemd tot Höherer Artilleriekommandeur 312 (HArko 312). En dan als commandant van het nieuw opgerichte 312. Artillerie-Division (312e Artilleriedivisie), met de inzet aan het Oostfront. Voor een korte periode werd hij in het Führerreserve geplaatst. Op 1 mei 1944 werd Raithel benoemd tot commandant van de Artillerie-Schule II in Groß-Born. Op 2 juni 1944 werd hij onderscheiden met het Duitse Kruis in zilver als commandant van de Artillerie-Division z.b.V. 312. Hierna volgde functie als commandant van het nieuw opgerichte Infanteriedivisie Bärwalde. Op 7 mei 1945 werd Raithel bij Schivelbein (hedendaags Świdwin, Polen) krijgsgevangen gemaakt door het 1e Poolse leger

## Na de oorlog
Hij werd vervolgens op 9 maart 1945 overgedragen aan het Rode Leger. Daarna bracht hij de komende jaren in verschillende kampen door. Op 12 juni 1950 werd hij door de militaire rechtbank van de regio Kiev, veroordeeld tot 25 jaar werkkamp. Hij werd op 9 oktober 1955 vrijgelaten uit gevangenschap.
Over het verdere verloop van zijn leven is niets bekend. Op 24 maart 1960 stierf Raithel in München.

## Militaire carrière
- Generalleutnant: 1 mei 1943[4][14] - 1 april 1944[2][15]
- Generalmajor: 8 april 1942[4] (RDA vanaf 1 april 1942[2][15][4][14][16][17])
- Nieuwe Rangdienstalter (RDA) van 1 januari 1939 gekregen[4]
- Oberst: 1 januari 1940[2][15][4]
- Oberstleutnant: 1 januari 1937[2][15][4]
- Major[2]: 1 augustus 1934[4]
- Op 1 maart 1928 naamswijziging in Hauptmann[4][3]
- Nieuwe Rangdienstalter (RDA) van 1 juni 1926 gekregen[4][3]
- Rittmeister: 1 juni 1926[2][4][18]
- Op 1 oktober 1922 zijn nieuwe Rangdienstalter (RDA) van 22 maart 1918[4][3][19]
- Oberleutnant[2]: 6 april 1918[4]
- Leutnant: 19 september 1914 (Patent vanaf 7 januari 1913[2][4][3])
- Fähnrich: 26 juni 1914[3]
- Fahnenjunker: 1 augustus 1913[2][4][3]

- Opmerking: de rang van Generalmajor is vergelijkbaar met die van een hedendaagse Brigadegeneraal (OF-6). Het Duitse leger kende tijdens de Tweede Wereldoorlog geen rang van een Brigadegeneraal, waardoor de eerste generaalsrang een Generalmajor was. Het naoorlogse Duitse leger kent overigens wel volgens de NAVO schaal een Brigadegeneraal als eerste generaalsrang.

## Onderscheidingen
Selectie:
- Orde van het Vrijheidskruis (Finland), 1e Klasse met Zwaarden op 23 augustus 1942[4]
- Duitse Kruis in zilver op 2 juni 1944 als Generalleutnant en Commandant van de Artillerie-Division z.b.V. 312[2][1][15][14]
- Kruis voor Oorlogsverdienste, 1e Klasse[2][1] en 2e Klasse[2][1] met Zwaarden
- IJzeren Kruis 1914, 1e Klasse[2] en 2e Klasse[2]
- Herhalingsgesp bij IJzeren Kruis 1939, 1e Klasse[2] (25 oktober 1941[4]) en 2e Klasse[2] (6 juni 1940[4])
- Medaille Winterschlacht im Osten 1941/42 op 24 augustus 1942[4]
- Orde van Sint-Sava, 3e Klasse op 1 december 1938[4]